# Носатый незиарх
Носатый незиарх (лат. Nesiarchus nasutus) — вид лучепёрых рыб из  семейства гемпиловых,  единственный в роде незиархов. Широко распространены в тропических и субтропических водах всех океанов. Промыслового значения не имеют.

## Описание
Тело очень длинное, сильно сжато с боков, его высота укладывается 10—13 раз в стандартной длине тела. Голова длинная, её длина укладывается 4,2—4,6 раз в стандартной длине тела. Нижняя челюсть немного вступает вперёд. На верхних концах обеих челюстей имеются кожистые выступы конической формы, нижний выступ длиннее верхнего. Жаберные тычинки редуцированы. На обеих челюстях имеются острые зубы, кроме этого в передней части верхней челюсти есть 3 неподвижных и 0—3 подвижных клыка. На обеих половинах нижней челюсти по одному клыку. На сошнике зубов нет. В первом длинном спинном плавнике 19—21 колючих лучей, а во втором коротком спинном плавнике одна колючка и 19—24 мягких лучей. В анальном плавнике две колючки и 18—21 мягких лучей. За вторым спинным и анальным плавниками имеется по два дополнительных плавничка (отсутствуют у молоди). Брюшные плавники маленькие с одной колючкой и 5 мягкими лучами. Грудные плавники короткие с 12—14 мягкими лучами. Одна боковая линия простирается от верхнего угла жаберной крышки до хвостового стебля. На хвостовом стебле нет килей. Хвостовой плавник вильчатый. Позвонков 34—36.
Тело тёмно-коричневое с фиолетовым оттенком, мембраны плавников и край анального отверстия чёрные.
Максимальная длина тела 130 см, обычно до 80 см.

## Биология
Взрослые особи носатых незиархов являются бенто- и мезопелагическими рыбами, обитают на континентальном склоне и подводных возвышенностях на глубине от 200 до 1200 м. Совершают суточные вертикальные миграции, поднимаясь ночью в средние слои воды, а в дневные часы опускаются на глубину.
Нерестятся в течение всего года в тёплых водах. Икра и личинки пелагические, встречаются только в тропических водах.
Питаются кальмарами, мелкими рыбами и ракообразными.

## Ареал
Распространены в тропических и субтропических водах всех океанов, за исключением восточной части Тихого океана и северной части Индийского океана. Крупные взрослые особи встречаются в холодных умеренных водах вплоть до Исландии, Норвегии, севера Японии и юга Новой Зеландии.